# Georgina Febres-Cordero
 Georgina Josefa del Carmen Febres Cordero-Troconis, còn được gọi là Mẹ Georgina (16 tháng 11 năm 1861 - 28 tháng 6 năm 1925) là một nữ tu người Venezuela.

## Tiểu sử
Sau cái chết của mẹ bà vào tháng 10 năm 1873, Georgina chịu trách nhiệm của hội chị em Clarisas cùng với dì Sofía Febres Cordero, em gái của cha bà. Hồi đó, họ là hội thánh tôn giáo duy nhất ở Mérida. Sau khi thực hiện Sắc lệnh tuyệt chủng của các nữ tu vào ngày 5 tháng 5 năm 1874, dưới thời chủ tịch của Antonio Guzmán Blanco, hội chị em Clarisas được lệnh đóng cửa và các thành viên của họ trở về nhà. Bà đã thành lập các Nữ tu Đa Minh của Santa Rosa de Lima vào ngày 5 tháng 7 năm 1900, và là giám đốc và quản trị viên của Nhà tế bần San Juan de Dios cùng với Julia Picón và Herminia Vitoria dưới sự bảo vệ của giám mục Antonio Ramón Silva. Tại Santoral Mỹ Latinh, ngày lễ kỷ niệm của bà là 28 tháng Sáu.
Tám mươi năm sau khi bà qua đời, vào ngày 28 tháng 6 năm 2005, quá trình phong chân phước của Febres Cordero bắt đầu ở Mérida.